# Hatschekia ovalis
Hatschekia ovalis is een eenoogkreeftjessoort uit de familie van de Hatschekiidae. De wetenschappelijke naam van de soort is voor het eerst geldig gepubliceerd in 1898 door Bassett-Smith.